# Piero Rebaudengo
Piero Rebaudengo, född 13 september 1958 i Turin, är en italiensk före detta volleybollspelare. Rebaudengo blev olympisk bronsmedaljör i volleyboll vid sommarspelen 1984 i Los Angeles.